# Schinzinia pustulosa
Schinzinia là một chi nấm trong họ Agaricaceae. Đây là chi đơn loài, chứa một loài Schinzinia pustulosa.